# Christine von Hessen-Eschwege
Christine von Hessen (* 30. Oktober 1648 in Kassel; † 18. März 1702 in Bevern), aus dem Zweig Hessen-Eschwege der Nebenlinie Hessen-Rotenburg des Hauses Hessen, war durch Heirat ab 1667 Herzogin von Braunschweig-Wolfenbüttel-Bevern.

## Herkunft
Christine wurde als zweites von sechs Kindern des Landgrafen Friedrich („der tolle Fritz“) von Hessen-Eschwege, des vierten der sieben Söhne des Landgrafen Moritz von Hessen-Kassel aus dessen (zweiter) Ehe mit Juliane von Nassau-Dillenburg, und dessen Frau Eleonore Katharina von Pfalz-Zweibrücken-Kleeburg, der Schwester des späteren schwedischen Königs Karl X. Gustav, am 30. Oktober 1648 in Kassel geboren. Über ihre Kindheit ist nur wenig bekannt. Die ersten Jahre wuchs sie bei ihrer Mutter in Eschwege auf. Nach dem Tod ihres Vaters, der 1655 auf schwedischer Seite im Krieg gegen Polen fiel, erbte dessen jüngerer Bruder Ernst I. den Anteil Friedrichs an der „Rotenburger Quart“, und Christines Mutter zog mit ihren Kindern auf ihren Witwensitz im ehemaligen Kloster Osterholz bei Bremen.

## Ehe und Nachkommen
Am 25. November 1667 heiratete sie in Eschwege Ferdinand Albrecht I. (* 22. Mai 1636; † 23. April 1687), Herzog von Braunschweig-Wolfenbüttel-Bevern aus dem Haus der Welfen. Das Schloss Eschwege wurde als Mitgift für Christine an die Familie ihres Mannes verpfändet und erst 1713 wieder ausgelöst. Die Ehe litt jedoch offenbar unter der krankhaften Eifersucht des Ehemanns und seinem „wunderlichen“ Verhalten, das bis zu physischer Gewalt reichte.
Aus der Ehe gingen folgende Kinder hervor:
- Leopold Karl (*/† 1670)
- Friedrich Albert (1672–1673)
- Sophie Eleonore (1674–1711), Kanonissin in Gandersheim
- Claudia Eleonore (1675–1676)
- August Ferdinand (1677–1704), Generalmajor
- Ferdinand Albrecht II. (1680–1735)
- Ernst Ferdinand (1682–1746)
- Ferdinand Christian (1682–1706), Dompropst im Braunschweiger Dom
- Heinrich Ferdinand (1684–1706), kaiserlicher Oberstleutnant, gefallen bei der Belagerung von Turin

## Leben in Bevern und Bremen
Nach ihrer Heirat lebte Christine mit ihrem Mann in der Kleinstadt Bevern im dortigen Schloss. Ihr Ehemann bewies ein beachtliches Interesse am kulturellen Leben; so wurde u. a. zu Christines 30. Geburtstag ein „Comödien-Saal“ mit einem in Auftrag gegebenen Theaterstück eingeweiht.
Christine selbst unterhielt eine kleine Bibliothek und war kunsthandwerklich tätig. Noch heute ist im Herzog Anton Ulrich-Museum eine von ihr gefertigte Vanitas-Darstellung zu besichtigen.
Ferdinand Albrecht begab sich häufig auf Reisen, und auf einigen begleiteten ihn auch Christine und deren Mutter. Unter anderem besuchten sie Schweden (1667 und 1670/71), den Wiener Kaiserhof (1674/75) und des Öfteren Eschwege. Zum schwedischen Königshaus bestanden insbesondere deswegen Beziehungen, da Christines Mutter die Schwester des schwedischen Königs war.
Ab 1681 lebte das Paar im ehemaligen Kloster Osterholz, dem vormaligen Witwensitz von Christines Mutter, und anschließend am Domshof in Bremen, bis es 1686 nach Bevern zurückkehrte. Dort lebte Christine auch nach dem Tod ihres Gatten im Jahr 1687 und bis zu ihrem Ableben 1702.